# Otari Natelashvili
Otari Natelashvili es un deportista soviético que compitió en judo. Ganó una medalla de plata en el Campeonato Europeo de Judo de 1968, en la categoría de –70 kg.

## Palmarés internacional
| Campeonato Europeo | Campeonato Europeo | Campeonato Europeo | Campeonato Europeo |
| Año                | Lugar              | Medalla            | Categoría          |
| ------------------ | ------------------ | ------------------ | ------------------ |
| 1968               | Lausana (Suiza)    | Medalla de plata   | –70 kg             |